# Joan Feixes
Joan Feixes (s. XVIII) regí el magisteri de l'orgue de Santa Maria de Mataró entre els anys 1706 i 1714. Durant els últims mesos d'aquell darrer any, el càrrec fou ocupat de forma interina pel mataroní Joan Simon i Portell